# Raúl Elenes Angulo
Raúl de Jesús Elenes Angulo (Mazatlán, Sinaloa; 6 de diciembre de 1966) es un empresario y político mexicano. Desde el 9 de marzo de 2021 es senador de la República por Sinaloa como suplente de Rubén Rocha Moya. Es miembro del partido Movimiento Regeneración Nacional. 
Anteriormente se desempeñó como Comisionado Nacional de Acuacultura y Pesca (CONAPESCA) de 2018 a 2021 durante la presidencia de Andrés Manuel López Obrador y diputado local en su estado natal entre 2001 y 2004.

## Primeros años
Raúl de Jesús Elenes Angulo nació el 6 de diciembre de 1966 en Mazatlán, Sinaloa. Estudió la ingeniería en Alimentos del Mar en el Instituto Tecnológico del Mar.[cita requerida]

## Trayectoria política
Inició su vida política en 1998.
Entre el 1 de diciembre de 2001 y el 30 de noviembre de 2004 se desempeñó como diputado local en la LVII Legislatura del Congreso del Estado de Sinaloa por el Partido del Trabajo. Dentro del Congreso fue presidente de la Comisión de Turismo y secretario de la Comisión de Pesca.
De 2008 a 2009 fue el dirigente estatal en Sinaloa del Partido Socialdemóctrata (PSD), fecha cuando perdió el registro como partido político nacional.[cita requerida]
En 2013 se incorporó al Movimiento Regeneración Nacional, que obtuvo su registro como partido político al año siguiente bajo el nombre de Morena. Fue dirigente estatal de Morena por su mismo estado de 2015 a 2018.  
En las elecciones federales de 2018 fue postulado como suplente de Rubén Rocha Moya, candidato a senador de primera fórmula por Sinaloa, al que sí resultó electo. 
El 1 de diciembre de 2018 fue nombrado por el presidente Andrés Manuel López Obrador, como titular de la Comisión Nacional de Acuacultura y Pesca (CONAPESCA), cargo que desempeñó hasta marzo de 2021.[cita requerida]

## Senador de la República
El 5 de marzo de 2021 Rocha Moya pidió licencia del cargo de Senador de la República para postularse como candidato a Gobernador de Sinaloa. Por este motivo, Elenes Angulo ocupó su escaño en la LXIV y LXV Legislatura de la Cámara de Senadores en el Congreso de la Unión.